# جامعة روتشستر مدرسة الطب وطب الأسنان
جامعة روتشستر مدرسة الطب وطب الأسنان (بالإنجليزية: University of Rochester School of Medicine and Dentistry)‏ هي إحدى الكليات لتدريس الطب في الولايات المتحدة الأمريكية. تقع في مدينة روتشستر في ولاية نيويورك الأمريكية. نوع الشهادة الطبية التي يتم تحصيلها هناك هي دكتور في الطب.